# Apple A14 Bionic
Apple A13 Bionic Apple A15 Bionic
L'Apple A14 Bionic est un système sur une puce ARM 64 bits (SoC) conçu par Apple Inc. Il apparaît dans l'iPad Air 4, l'iPad (10ème génération) et dans l'iPhone 12. Apple déclare que le processeur est jusqu'à 40 % plus rapide que l'Apple A12 Bionic, tandis que le GPU @1000 MHz est jusqu'à 30 % plus rapide que l'A12 (Apple n'a pas fourni de comparaison avec l'A13 plus récent, car cette puce n'a été utilisée dans aucun iPad lors de son dévoilement). Il comprend également un moteur neuronal à 16 cœurs pouvant exécuter 11 000 milliards d'opérations par seconde et de nouveaux accélérateurs matriciels d'apprentissage automatique qui fonctionnent respectivement deux et dix fois plus vite.

## Conception
L'Apple A14 Bionic est doté d'un processeur à six cœurs 64 bits conçu par Apple implémentant ARMv8 ISA, avec deux cœurs hautes performances appelés Firestorm et quatre cœurs faible consommation appelés Icestorm. Les cœurs Firestorm comportent des accélérateurs d'apprentissage automatique qui peuvent effectuer 11 000 milliards d'opérations par seconde.
L'A14 intègre un processeur graphique (GPU) à quatre cœurs @1000 MHz conçu par Apple avec des performances graphiques 30 % supérieures à celles de l'A12.
Il est fabriqué par TSMC avec son procédé de fabrication en 5 nm de première génération. Le nombre de transistors est de 11,8 milliards, soit une augmentation de 38 % par rapport à l'A13.
Il est équipé de 4 Go de RAM sur l'iPad Air 4, l’iPad 10, l'iPhone 12 mini et iPhone 12, et de 6 Go sur l'iPhone 12 Pro et l'iPhone 12 Pro Max.

## Produits équipés d'un Apple A14 Bionic
- iPad (10e génération)
- iPad Air 4 (2020)
- iPhone 12 & 12 mini
- iPhone 12 Pro & 12 Pro Max

## Voir également